# Alexander Dalrymple
Alexander Dalrymple, föddes 24 juli 1737 i Edinburgh, och var ett av 16 syskon i en överklassfamilj i New Hailes, Scotland. En av hans bröder var David Dalrymple, lord Hailes.
Alexander Dalrymple var skotsk upptäcktsresande, geograf, hydrograf, kartograf och kolonialtjänsteman. Han dog 19 juni 1808.
Vid den ringa åldern 15 år anslöt sig Alexander till Brittiska Ostindiska Kompaniet, och han posterades i Madras, Indien. Han reste vitt och brett i Asien över de kommande 13 åren, och besökte bland annat Kina och östra Indien. Där blev han passionerat intresserad av handel, geografi, astronomi, kartering och upptäcktsresande. Han plöjde bibliotek och kompaniets kontor efter information och kartor som var relaterade till de upptäckter man gjort i Stilla Havet, samt historia för det område där Europeiska länder bedrev handel.
Utifrån den information han samlade på sig, började Dalrymple formulera en hypotes om en stor, ännu okänd kontinent i Söderhavet. När han återvände till London från sydöstra Asien 1765, använde sig Dalrymple av sin samlade kunskap till att sammanställa en bok med titeln ”An account of the discoveries made in the South Pacifick Ocean, previous to 1764”, som publicerades första gången 1767. Boken sammanfattar Dalrymples tankar kring Terra Australis Incognita, och analyserar tidigare upptäcktsresandes tankar och fynd från resor i Stilla Havet, det var företrädesvis holländare och spanjorer som rest i området tidigare.
Hans publikation lästes med stort intresse av Joseph Banks, botaniker på James Cooks första stora upptäcktsfärd. Boken var av signifikant betydelse då det var den första redogörelsen på engelska för de resor Luis Váez de Torres gjorde, bland annat avslöjade de sundet mellan Papua Nya Guinea och norra kusten av Nya Holland. Dalrymple hade gjort upptäckten då han översatte några spanska dokument som annekterades i Filippinerna 1762.
När boken publicerades hade Dalrymple redan valts in i Storbritanniens Kungliga Vetenskapsråd, som organiserade expeditioner till olika delar av världen för att observera och dokumentera venuspassagen 1770. En av platserna utvalda för observation låg i Stilla Havet, mitt i Dalrymples intresseområde. Han ville desperat få ansvar för expeditionen, men Royal Admirality vägrade att göra honom till fartygsbefäl, de ansåg honom inte kvalificerad. Slutligen fick James Cook befälsrollen och Joseph Banks ingick i besättningen. Båda männen fick stor användning av Dalrymples bok, och Cooks hemresa gick längs Australiens östkust samt genom Torres sund. 
Cook hade fått hemliga instruktioner om att leta efter den stora okända kontinenten i söder. En av Dalrymples hypoteser var att den kända Nyzeeländska västkusten kunde vara den västra kusten på en gigantisk landmassa. Genom att storcirkelnavigera kring Nya Zeeland, kunde Cook avfärda dessa tankar, men Dalrymple var inte nöjd med Cooks slutliga avfärdande om att det skulle finnas en stor kontinent i Stilla Havet.
Eftersom Dalrymple fortfarande hyste agg mot Cook, för att han inte fått bli befäl på HMS Endeavour, insisterade han på att Cook inte hade försökt tillräckligt i sitt sökande efter den södra kontinenten. Han skällde ut John Hawkesworth för resan i ett publicerat brev 1773. Utdrag ur brevet ”Ännu till denna dag är det ej konstaterat huruvida det finns, eller inte finns, en sydlig kontinent. … jag vågar påstå … att jag själv aldrig skulle ha återvänt ovetandes.”
1775 återvände Dalrymple till Madras för Brittiska Ostindiska Kompaniets räkning, detta trots att han avfärdats av dem 1771 för att ha varit för krävande och besvärlig att ha att göra med. 1779 blev han Ostindiska Kompaniets hydrograf och publicerade hundratals sjökort. Han förblev debattlysten och hamnade i många heta diskussioner gällande namn och exakt placering av flera öar i Stilla Havet. Han hade också en teori om att handeln med folkgrupper i Stilla havsregionen skulle komma att bli lika lukrativ som den med Indien och Kina, eftersom han trodde att även Stilla Havsområdet skulle ha miljontals invånare med stora tillgångar.
Dalrymple invaldes 1782 som utländsk ledamot nummer 117 av Kungliga Vetenskapsakademien i Sverige.
1786 publicerade Dalrymple “En allvarlig förmaning till allmänheten, på den förmodade tjuvkolonin vid Botany Bay”. Han var övertygad om att den nya straffkolonin var en täckmantel för illegal handel, i trots mot det brittiska Ostindiska kompaniets stadga om "exklusiv handel och sjöfart". Varje europeisk kolonisatör som bosatte sig i Botany Bay "måste sträva efter ett New-Holland ... Det är uppenbart att det mycket snart kommer bli oberoende; ... och mycket farligt för England” Han fortsätter med att argumentera mot straffkoloni, antydande att Atlantens avlägsna skärgård Tristan da Cunha skulle vara en lämpligare plats för brottslingar. Hans teorier ignorerades hur som helst av myndigheterna.
Dalrymple blev slutligen utsedd till förste hydrograf hos British Admirality, 1795. I denna tjänst, vilken han behöll till sin död 1808, skapade och utvecklade han admiralitetens sjökort. Sjökorten som gavs ut av Storbritanniens hydrografiska verk, sågs regelbundet över för att uppdateras, i syfte att ha en korrekt och användbar uppsättning avbildningar av alla världens hav. Dalrymples arv lever idag vidare i tusentals tryckta sjökort och kartor, några publicerade av honom, andra ritade av honom, några skapade med hans arbete som grund. Flera av hans verk finns idag på State Library i New South Wales.